# Empoascanara prima
Empoascanara prima är en insektsart som beskrevs av William Lucas Distant 1918. Empoascanara prima ingår i släktet Empoascanara och familjen dvärgstritar. Inga underarter finns listade i Catalogue of Life.